# Erosida formosa
Erosida formosa là một loài bọ cánh cứng trong họ Cerambycidae.